# Svájci-Alpok
A Svájci-Alpok az Alpok Svájcon belüli része, más néven Közép-Alpok. Svájcban 74 hegycsúcs van, amelyek meghaladják a 4000 m tengerszint feletti magasságot, ebből 55 Svájcban, 19 pedig az olasz határon található. A Wallisi-Alpokban 12 csúcs található, amelyek Svájc legmagasabb hegyeit alkotják. Wallisi-Alpok és Svájc legmagasabb csúcsa a Dufourspitze (4634 m) a Monte Rosa hegységben. Ezek a hegyek havas csúcsaikkal Svájc fő látnivalói a síelők és a turisták számára a világ minden tájáról. Az Alpok-hegység által körülvett Walllisi-Alpok központi földrajzi elhelyezkedése miatt a Wallisi régió éghajlata enyhébb, mint a szomszédos északi és déli hegyek éghajlata. Ez az éghajlat kedvezett az erdőterületnek, amely itt nagyobb magasságokba emelkedik.

## 4000 m feletti hegycsúcsok
| - Dufourspitze (Monte Rosa), 4634 m - Nordend (Monte Rosa), 4609 m - Zumsteinspitze (Monte Rosa), 4563 m - Signalkuppe (Monte Rosa), 4554 m - Dom, 4545 m - Lyskamm Ostgipfel, 4527 m - Weisshorn, 4505 m - Täschhorn, 4491 m - Lyskamm Westgipfel, 4479 m - Matterhorn, 4477 m - Parrotspitze (Monte Rosa), 4432 m - Dent Blanche, 4356 m - Ludwigshöhe (Monte Rosa), 4341 m - Nadelhorn, 4327 m - Schwarzhorn (Monte Rosa), 4322 m - Grand Combin, 4314 m - Lenzspitze, 4294 m - Stecknadelhorn (Nadelgrat), 4241 m - Castor, 4228 m - Zinalrothorn, 4221 m | - Hohberghorn (Nadelgrat), 4219 m - Vincent-Pyramide (Monte Rosa), 4215 m - Alphubel, 4206 m - Rimpfischhorn, 4199 m - Strahlhorn, 4190 m - Grand Combin, 4184 m - Dent d'Hérens, 4171 m - Breithorn Westgipfel, 4164 m - Breithorn Mittelgipfel, 4159 m - Bishorn, 4153 m - Grand Combin, 4141 m - Breithorn Ostgipfel, 4139 m - Breithorn-Zwillinge Ostgipfel, 4106 m - Pollux, 4092 m - Breithorn Roccia Nera, 4075 m - Ober Gabelhorn, 4063 m - Punta Giordani (Monte Rosa), 4046 m - Dürrenhorn (Nadelgrat), 4035 m - Allalinhorn, 4027 m - Weissmies, 4023 m - Lagginhorn, 4010 m |

## Fordítás
Ez a szócikk részben vagy egészben  az   Alpii Elvețieni című román Wikipédia-szócikk ezen változatának fordításán alapul.  Az eredeti cikk szerkesztőit annak laptörténete sorolja fel. Ez a jelzés csupán a megfogalmazás eredetét és a szerzői jogokat jelzi, nem szolgál a cikkben szereplő információk forrásmegjelöléseként.